# Rec. 709
Рекомендация ITU-R BT.709, более известная как Rec. 709 или BT. 709 — это стандарт, разработанный для кодирования изображения и характеристик сигнала телевидения высокой четкости .
Последняя версия рекомендации — BT.709-6, выпущенная в 2015 году. BT.709-6 определяет характеристики изображения как соотношение сторон (широкоэкранное) 16:9, 1080 активных строк на изображение, 1920 выборок на строку и соотношение сторон квадратных пикселей.

## Технические детали
Стандарт находится в свободном доступе на веб-сайте МСЭ, и этот документ следует использовать в качестве авторитетного справочного материала. Основное изложено ниже.

### Определение изображения
Рекомендация МСЭ-R BT.709-6 определяет общий формат изображения, в котором характеристики изображения не зависят от частоты кадров. Размер изображения составляет 1920x1080 пикселей, общее количество пикселей — 2 073 600.

### Частота кадров
BT.709 предлагает различные частоты кадров и схемы сканирования, что, наряду с разделением размера изображения и частоты кадров, обеспечило BT.709 гибкость, позволяющую стать мировым стандартом для HDTV. Это позволяет производителям создавать единые модели дисплеев для всех рынков по всему миру.
BT.709-6 определяет следующие частоты кадров, где P указывает на кадр с прогрессивной разверткой, PsF указывает на кадры с прогрессивной сегментацией, а I указывает на чересстрочную развертку:
24/P, 24/PsF, 23,976/P, 23,976/PsF
соответствует частоте кадров, используемой для фильмов, показываемых в кинотеатрах. Дробные скорости включены для совместимости с «понижающими» скоростями, используемыми в NTSC.
50/P, 25/P, 25/PsF, 50/I (25 кадров в секунду)
регионы, которые раньше использовали 50-герцевые системы, такие как PAL или SECAM. Дробных скоростей нет, поскольку в PAL и SECAM не было проблемы с понижением уровня NTSC.
60/P, 59,94/P, 30/P, 30/PsF, 29,97/P, 29,97/PsF, 60/I (30 кадров в секунду), 59,94/I (29,97 кадров в секунду)
регионы, которые раньше использовали 60-герцевые системы, такие как NTSC. Здесь снова дробные скорости предназначены для совместимости с устаревшими скоростями понижения NTSC.

### Захват, кодирование и распространение изображений
Согласно BT.709, камеры могут снимать как в прогрессивной, так и в чересстрочной форме. Видео, снятое в прогрессивном формате, можно записывать, транслировать или передавать в потоковом режиме как прогрессивное или как сегментированный кадр с прогрессивной разверткой (PsF). Видео, снятое в чересстрочном режиме, должно распространяться в чересстрочном режиме, если при постобработке не применяется процесс деинтерлейсинга.
В случаях, когда захваченное изображение с прогрессивной разверткой распространяется в режиме сегментированных кадров, частота сегмента/поля должна быть в два раза больше частоты кадров. Таким образом, 30/PsF имеет ту же частоту поля, что и 60/I.

### Система колориметрии
| Цветовое пространство | Точка белого | Точка белого | Основные цвета | Основные цвета | Основные цвета | Основные цвета | Основные цвета | Основные цвета |
| Цветовое пространство | xW           | yW           | xR             | yR             | xG             | yG             | xB             | yB             |
| --------------------- | ------------ | ------------ | -------------- | -------------- | -------------- | -------------- | -------------- | -------------- |
| ITU-R BT.709          | 0,3127       | 0,3290       | 0,64           | 0,33           | 0,30           | 0,60           | 0,15           | 0,06           |

Красный, синий и yG такие же, как основные цвета PAL, в то время как xG находится посередине между xG EBU Tech 3213 и xG SMPTE C (PAL и NTSC — это два типа BT.601-6). 6). По охвату цветового пространства CIE 1931 цветовое пространство Rec. 709 (и производное от него цветовое пространство sRGB) практически идентично Rec. 601 и охватывает 35,9%. Оно также охватывает 33,24% CIE 1976 u'v'  и 33,5% CIE 1931 xy. Точка белого равна D65.

### Передаточные функции
Rec. 709 определяет нелинейную оптоэлектрическую передаточную функцию, которая известна как «гамма камеры» и описывает, как HDTV-камера кодирует линейный свет сцены в значение нелинейного электрического сигнала. Rec. 709 не определяет EOTF дисплея (электронно-оптическую передаточную функция), которая описывает, как дисплеи HDTV должны преобразовывать нелинейный электрический сигнал в линейный отображаемый свет, что было сделано в ITU-R BT.1886.
OETF-функция по Rec. 709  выглядит следующим образом:
{\displaystyle V={\begin{cases}4.500L&L<0.018\\1.099L^{0.45}-0.099&L\geq 0.018\end{cases}}}
где
- {\displaystyle V} — значение нелинейного электрического сигнала в диапазоне {\displaystyle \left[0,1\right]} .
- {\displaystyle L} - линейная яркость сцены в диапазоне {\displaystyle \left[0,1\right]} .
- 1,099 называется α и является приближением α = 1 + 5,5 * β = 1,099296826809442. . .
- 0,018 называется β и является приблизительным значением 0,018053968510807. . .
- 0,099 это α - 1 [6]
- Эти значения берутся из этих одновременных уравнений [7], которые необходимы для плавного соединения двух сегментов кривой: {\displaystyle {\begin{cases}4.5\beta =\alpha \beta ^{0.45}-\alpha +1\\4.5=0.45\alpha \beta ^{-0.55}\end{cases}}}

OETF-функция по Rec. 709 является кусочно-заданной функцией: линейной в нижней части, а затем представляет собой степенную функцию с показателем степени 0,45 для остальной части диапазона. В целом, эта OETF приближается к чистой степенной функции с показателем степени 0,50–0,53. Однако использование только степенной функции без линейной части в качестве OETF невозможно, поскольку сжатие в нелинейные значения удалит тени, близкие по значению к черному цвету. Таким образом, был введен линейный сегмент, а для сегмента степенной функции был использован показатель степени 0,45.
Обратная OETF по Rec. 709 описывает преобразование значения нелинейного электрического сигнала в линейную яркость сцены. Это происходит следующим образом:
{\displaystyle L={\begin{cases}{\dfrac {V}{4.5}}&V<0.081\\\left({\dfrac {V+0.099}{1.099}}\right)^{\frac {1}{0.45}}&V\geq 0.081\end{cases}}}
Rec. 709 и sRGB имеют одинаковую систему колометрии основных цветов и точки белого; однако sRGB явно привязан к дисплею и имеет эквивалентный показатель степени 2,2 (фактическая функция также является кусочно-заданной, чтобы избежать проблем с близким к черному цветом).

### Цифровое представление
Rec. 709 определяет кодировку R'G'B' и кодировку Y'CBCR, каждая из которых имеет либо 8 бит, либо 10 бит на выборку в каждом цветовом канале. При 8-битном кодировании каналы R', B', G' и Y' имеют номинальный диапазон [16..235], а каналы CB и CR имеют номинальный диапазон [16..240] с нейтральным значением 128. Таким образом, в ограниченном диапазоне эталонный черный цвет R'G'B' равен (16, 16, 16), а эталонный белый цвет - (235, 235, 235), а в Y’CBCR эталонный черный цвет равен (16, 128, 128) и эталонный белый цвет (235, 128, 128). Допускаются значения, выходящие за пределы номинального диапазона, но обычно они ограничиваются для трансляции или отображения. Значения 0 и 255 зарезервированы как эталоны синхронизации и не могут содержать данные о цвете. В 10-битной кодировке номинальные значения в четыре раза больше, чем в 8-битной кодировке. Для облегчения преобразования используется простое дополнение для эталонных значений, например, 240 просто дополняется двумя конечными нулями и дает 960 для максимальной 10-битной цветности. Рек. Номинальные диапазоны Rec. 709 такие же, как те, которые определены в Rec. 601.

## Преобразование стандартов
Преобразование между различными стандартами частоты кадров видео и кодирования цвета всегда было проблемой для производителей контента, распространяющих контент в регионах с разными стандартами и требованиями. Хотя BT.709 облегчил проблему совместимости с точки зрения потребителей и производителей телевизоров, средства вещания по-прежнему используют определенную частоту кадров в зависимости от региона, например 29,97 в Северной Америке или 25 в Европе, что означает, что для вещательного контента по-прежнему требуется как минимум преобразование частоты кадров.

## Связь с sRGB
sRGB был создан после ранней разработки Rec.709. Создатели sRGB решили использовать те же основные цвета и точку белого, что и Rec. 709, но изменили кривую тонального отклика (иногда называемую гаммой), чтобы лучше соответствовать предполагаемому использованию в офисах и в более ярких условиях, чем просмотр телевизора в темной гостиной.